# Синхронное плавание на летних Олимпийских играх 2016 — квалификация
В соревнованиях по синхронному плаванию на летних Олимпийских играх 2016 года смогут принять участие 104 спортсменки, которые будут соревноваться за 2 комплекта наград. Каждая страна может быть представлена одной группой и одним дуэтом, но при этом количество спортсменок, имеющих право выступить на Играх, ограничено 9-ю синхронистками.

## Правила квалификации
Все олимпийские лицензии были разыграны по итогам континентальных соревнований, а также финальной олимпийской квалификации. В соревнованиях групп примут участие 8 сборных, а для дуэтов выделено 24 квоты. Сборной Бразилии, как хозяевам соревнований, гарантировано место в обеих дисциплинах. 
Квалификационные соревнования
| Соревнование                              | Период                                                                       | Место проведения                                                             |
| ----------------------------------------- | ---------------------------------------------------------------------------- | ---------------------------------------------------------------------------- |
| Кубок Европы по синхронному плаванию 2015 | 8 — 10 мая 2015                                                              | Харлеммермер                                                                 |
| Панамериканские игры 2015*                | 9 — 11 июля 2015                                                             | Торонто                                                                      |
| Олимпийская квалификация (Азия)           | Не проводились. Страны квалифицировались по итогам чемпионата мира 2015 года | Не проводились. Страны квалифицировались по итогам чемпионата мира 2015 года |
| Олимпийская квалификация (Африка)         | Не проводились. Страны квалифицировались по итогам чемпионата мира 2015 года | Не проводились. Страны квалифицировались по итогам чемпионата мира 2015 года |
| Олимпийская квалификация (Океания)        | Не проводились. Страны квалифицировались по итогам чемпионата мира 2015 года | Не проводились. Страны квалифицировались по итогам чемпионата мира 2015 года |
| Олимпийский квалификационный турнир       | 2 — 6 марта 2016                                                             | Рио-де-Жанейро                                                               |

* На Панамериканских играх 2015 года была разыграна только олимпийская лицензия среди дуэтов, поскольку от американского континента лицензию в группе, как страна-хозяйка Игр, получила сборная Бразилии.
Возрастные ограничения
Для синхронисток, отобравшихся на Игры, установлен минимально разрешённый возраст. Не смогут принять участие в Играх спортсменки, рождённые после 31 декабря 2001 года.

## Квалифицированные страны
| Страна         | Дуэты | Группы | Всего |
| -------------- | ----- | ------ | ----- |
| Австралия      | ×     | ×      | 9     |
| Австрия        | ×     |        | 2     |
| Аргентина      | ×     |        | 2     |
| Бразилия       | ×     | ×      | 9     |
| Великобритания | ×     |        | 2     |
| Греция         | ×     |        | 2     |
| Египет         | ×     | ×      | 9     |
| Израиль        | ×     |        | 2     |
| Испания        | ×     |        | 2     |
| Италия         | ×     | ×      | 9     |
| Казахстан      | ×     |        | 2     |
| Канада         | ×     |        | 2     |
| Китай          | ×     | ×      | 9     |
| Колумбия       | ×     |        | 2     |
| Мексика        | ×     |        | 2     |
| Россия         | ×     | ×      | 9     |
| Словакия       | ×     |        | 2     |
| США            | ×     |        | 2     |
| Украина        | ×     | ×      | 9     |
| Франция        | ×     |        | 2     |
| Чехия          | ×     |        | 2     |
| Швейцария      | ×     |        | 2     |
| Япония         | ×     | ×      | 9     |

## Квалифицированные спортсмены

#### Группы
| Номер | Способ отбора                       | Страны    | Спортсмены |
| ----- | ----------------------------------- | --------- | --- |
| 1     | Хозяева                             | Бразилия  | Луиза Боржес Мария Бруно Мария Клара Коутиньо Мария Эдуарда Микуччи Лорена Молинос Памела Ногейра Лара Тейшейра Беатрис Ферес Бранка Ферес              |
| 2     | Кубок Европы 2015                   | Россия    | Наталья Ищенко Светлана Ромашина Александра Пацкевич Светлана Колесниченко Мария Шурочкина Влада Чигирёва Алла Шишкина Гелена Топилина Елена Прокофьева |
| 3     | Чемпионат мира 2015 (Азия)          | Китай     | Гу Сяо Гуо Ли Инь Чэнсинь Ли Сяолу Лян Синьпин Сунь Вэньянь Тан Мэнни Хуан Сюэчэнь Цзэн Чжэн                                                            |
| 4     | Чемпионат мира 2015 (Африка)        | Египет    | Лейла Абдельмуз Нариман Али Самия Ахмед Салма Негмелдин Нада Саафан Неха Саафан Дара Хассанин Нур Эль-Аюби Джомана Эль-Маграби                          |
| 5     | Чемпионат мира 2015 (Океания)       | Австралия | Даниэль Кеттлуэлл Ханна Кросс Никита Пабло Эмили Роджерс Эмбер Стэкпоул Эми Томпсон Бьянка Хэмметт Дебора Цай Кристина Шиэн                             |
| 6     | Олимпийский квалификационный турнир | Украина   | Лолита Ананасова Анна Волошина Елена Гречихина Ольга Золотарёва Александра Сабада Анастасия Савчук Екатерина Садурская Ксения Сидоренко Дарья Юшко      |
| 7     | Олимпийский квалификационный турнир | Япония    | Куруми Ёсида Юкико Инуи Кэи Марумо Рисуко Мицуи Канами Накамаки Маи Накамура Кано Омата Айка Хакояма Айко Хаяси                                         |
| 8     | Олимпийский квалификационный турнир | Италия    | Элиза Боццо Франческа Деидда Беатриче Каллегари Камилла Каттанео Марианджела Перрупато Сара Сгарци Констанца Ферро Манила Фламини Линда Черрути         |

#### Дуэты
| Номер | Способ отбора                       | Страны         | Спортсмены                                     |
| ----- | ----------------------------------- | -------------- | ---------------------------------------------- |
| 1     | Участники соревнований групп        | Бразилия       | Луиза Боржес Мария Эдуарда Микуччи             |
| 2     | Участники соревнований групп        | Россия         | Наталья Ищенко Светлана Ромашина               |
| 3     | Участники соревнований групп        | Китай          | Хуан Сюэчэнь Сунь Вэньянь                      |
| 4     | Участники соревнований групп        | Египет         | Самия Ахмед Дара Хассанин                      |
| 5     | Участники соревнований групп        | Австралия      | Никита Пабло Эмбер Стэкпоул                    |
| 6     | Участники соревнований групп        | Украина        | Лолита Ананасова Анна Волошина                 |
| 7     | Участники соревнований групп        | Япония         | Юкико Инуи Рисуко Мицуи                        |
| 8     | Участники соревнований групп        | Италия         | Линда Черрути Констанца Ферро                  |
| —     | Кубок Европы 2015                   | —              | —                                              |
| 9     | Панамериканские игры 2015           | Канада         | Жаклин Симоно Карин Томас                      |
| —     | Чемпионат мира 2015 (Азия)          | —              | —                                              |
| —     | Чемпионат мира 2015 (Африка)        | ЮАР.           |                                                |
| —     | Чемпионат мира 2015 (Океания)       | —              | —                                              |
| 10    | Олимпийский квалификационный турнир | Испания        | Она Карбонель Хемма Менгуаль                   |
| 11    | Олимпийский квалификационный турнир | Франция        | Лора Оже Марго Кретьян                         |
| 12    | Олимпийский квалификационный турнир | Греция         | Эвангелия Папазоглу Эвангелия Платаниоти       |
| 13    | Олимпийский квалификационный турнир | Мексика        | Нуриа Диосдадо Карем Ачач                      |
| 14    | Олимпийский квалификационный турнир | Австрия        | Анна-Мария Александри Айрини-Марини Александри |
| 15    | Олимпийский квалификационный турнир | США            | Анита Альварес Мария Королёва                  |
| 16    | Олимпийский квалификационный турнир | Швейцария      | Софи Жигер Саския Краус                        |
| 17    | Олимпийский квалификационный турнир | Чехия          | Сона Бернардова Альжбета Дуфкова               |
| 18    | Олимпийский квалификационный турнир | Казахстан      | Александра Немич Екатерина Немич               |
| 19    | Олимпийский квалификационный турнир | Колумбия       | Эстефания Альварес Моника Аранго               |
| 20    | Олимпийский квалификационный турнир | Израиль        | Анастасия Глушков Евгения Тетельбаум           |
| 21    | Олимпийский квалификационный турнир | Аргентина      | София Санчес Этель Санчес                      |
| 22    | Олимпийский квалификационный турнир | Великобритания | Кейти Кларк Оливия Федерики                    |
| 23    | Олимпийский квалификационный турнир | Словакия       |                                                |
| 24    | Олимпийский квалификационный турнир | Беларусь       | Ирина Лимановская Вероника Есипович            |